# Ronde van Vlaanderen 1981
De 65ste editie van de Ronde van Vlaanderen werd verreden op 5 april 1981 over een afstand van 267 km van Sint-Niklaas naar Meerbeke. Hennie Kuiper won na een solo van 16 km. Frits Pirard en Jan Raas vervolledigden het volledig Nederlandse podium. De gemiddelde uursnelheid van de winnaar was 40,803 km/u. Van de 184 vertrekkers bereikten er 45 de aankomst.

## Wedstrijdverloop
Het begin van de wedstrijd werd ontsierd door veel valpartijen. Onder meer Freddy Maertens en Giuseppe Saronni gaven op. Op de Muur van Geraardsbergen bepaalde Jan Raas het tempo en vormde er zich een kopgroep met daarbij veel jonge renners.
Op de Bosberg demarreerde Roger De Vlaeminck, waarna er een kopgroep van tien renners overbleef, met daarbij onder meer Fons De Wolf, Jan Raas, Sean Kelly en Hennie Kuiper. De Vlaeminck probeerde ook nadien nog twee keer te ontsnappen, maar hij werd telkens teruggehaald vooral door Kelly. Op zestien kilometer van de aankomst waagde Kuiper zijn kans. Hij sprong weg uit de kopgroep, waar zijn ploeggenoot De Vlaeminck de tegenstand onder controle hield. Kuiper rondde zijn solo af en kwam alleen aan in Meerbeke.
In het slot van de wedstrijd slaagden nog enkele renners erin om uit de achtervolgende groep te ontsnappen. Frits Pirard kwam zo met enkele seconden voorsprong op de rest over de aankomstlijn.

## Hellingen
| - Oude Kwaremont - Koppenberg - Taaienberg - Eikenberg | - Volkegemberg - Varent - Steenberg - Pijpketel | - Muur - Bosberg - Nellekensberg |

## Uitslag
| Plaats | Renner                 | Ploeg                 | Tijd     |
| ------ | ---------------------- | --------------------- | -------- |
| 1      | Hennie Kuiper          | Daf Trucks            | 6u32'37" |
| 2      | Frits Pirard           | Boule D'Or            | + 1'03"  |
| 3      | Jan Raas               | Ti-Raleigh-Creda      | + 1'06"  |
| 4      | Jacques Bossis         | Peugeot-Esso-Michelin | z.t.     |
| 5      | Jean-Luc Vandenbroucke | La Redoute            | z.t.     |
| 6      | Roger De Vlaeminck     | Daf Trucks            | + 1'13"  |
| 7      | Fons De Wolf           | Vermeer Thijs         | z.t.     |
| 8      | Sean Kelly             | Splendor-Wickes       | z.t.     |
| 9      | Stefan Mutter          | Cilo-Aufina           | z.t.     |
| 10     | Daniel Willems         | Capri Sonne           | z.t.     |

1913 · 
1914 · 
1915 · 
1916 · 
1917 · 
1918 · 
1919 · 
1920 · 
1921 · 
1922 · 
1923 · 
1924 · 
1925 · 
1926 · 
1927 · 
1928 · 
1929 · 
1930 · 
1931 · 
1932 · 
1933 · 
1934 · 
1935 · 
1936 · 
1937 · 
1938 · 
1939 · 
1940 · 
1941 · 
1942 · 
1943 · 
1944 · 
1945 · 
1946 · 
1947 · 
1948 · 
1949 · 
1950 · 
1951 · 
1952 · 
1953 · 
1954 · 
1955 · 
1956 · 
1957 · 
1958 · 
1959 · 
1960 · 
1961 · 
1962 · 
1963 · 
1964 · 
1965 · 
1966 · 
1967 · 
1968 · 
1969 · 
1970 · 
1971 · 
1972 · 
1973 · 
1974 · 
1975 · 
1976 · 
1977 · 
1978 · 
1979 · 
1980 · 
1981 · 
1982 · 
1983 · 
1984 · 
1985 · 
1986 · 
1987 · 
1988 · 
1989 · 
1990 · 
1991 · 
1992 · 
1993 · 
1994 · 
1995 · 
1996 · 
1997 · 
1998 · 
1999 · 
2000 · 
2001 · 
2002 · 
2003 · 
2004 · 
2005 · 
2006 · 
2007 · 
2008 · 
2009 · 
2010 · 
2011 · 
2012 · 
2013 · 
2014 · 
2015 · 
2016 · 
2017 · 
2018 · 
2019 · 
2020 · 
2021 · 
2022 · 
2023 · 
2024
Lijst van beklimmingen